# Hellyethira allynensis
Hellyethira allynensis is een schietmot uit de familie Hydroptilidae. De soort komt voor in het Australaziatisch gebied.